# Bar Refaeli
Bar Refaeli (in ebraico בר רפאלי; Hod HaSharon, 4 giugno 1985) è una supermodella e conduttrice televisiva israeliana.

## Biografia

### Infanzia

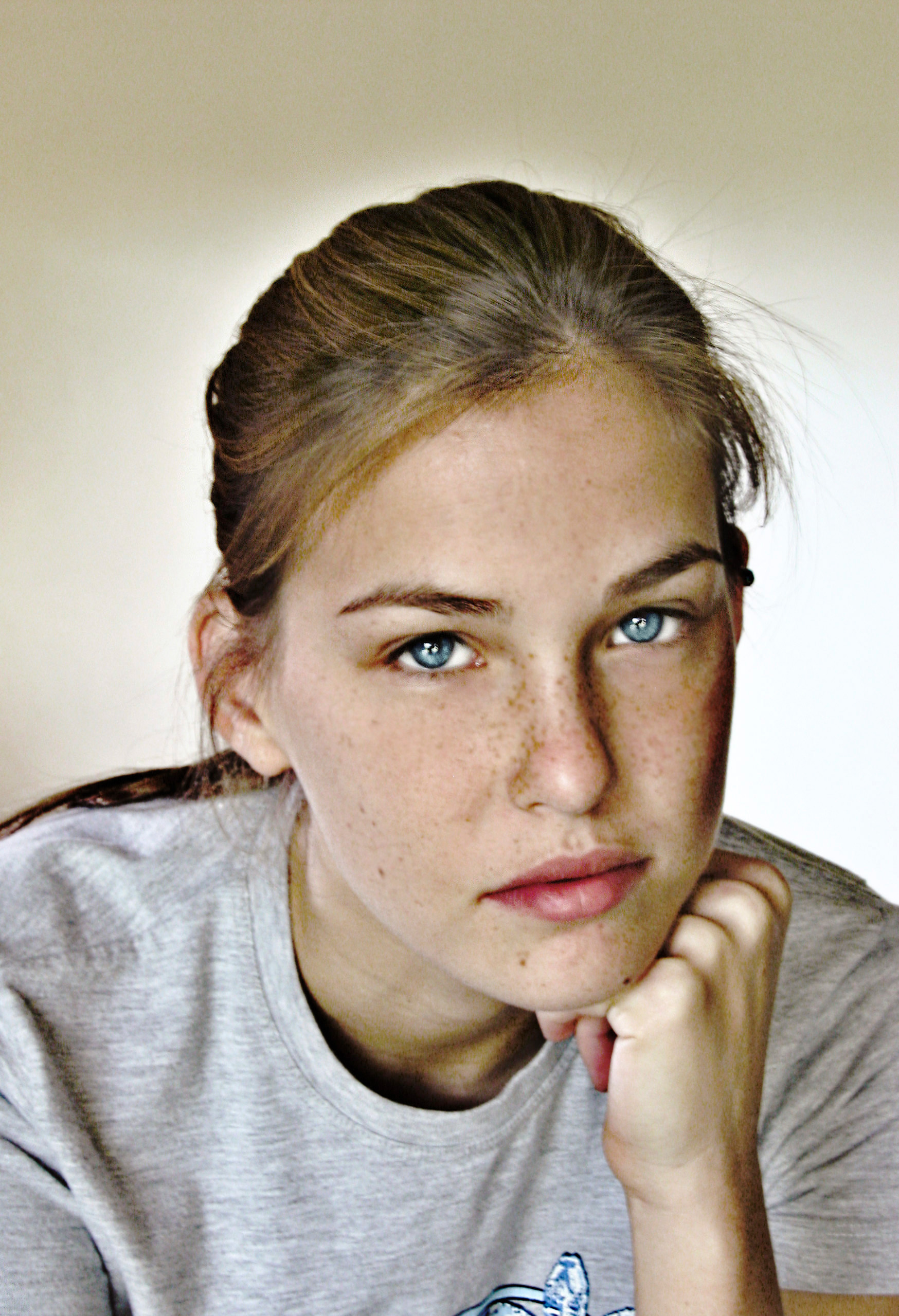
Bar Refaeli a 18 anni

Bar Refaeli nasce ad Hod HaSharon nel 1985 da una famiglia ebraica. Il padre, Rafi Refaeli, gestisce da sempre un ranch di cavalli mentre la madre è Tzipi Levine, anche lei modella negli anni settanta. I nonni materni e paterni sono ebrei provenienti da Italia, Lituania e Polonia. Bar ha due fratelli minori, Dor e On Refaeli e un fratello maggiore dal lato materno, Neil Levine.

### Carriera

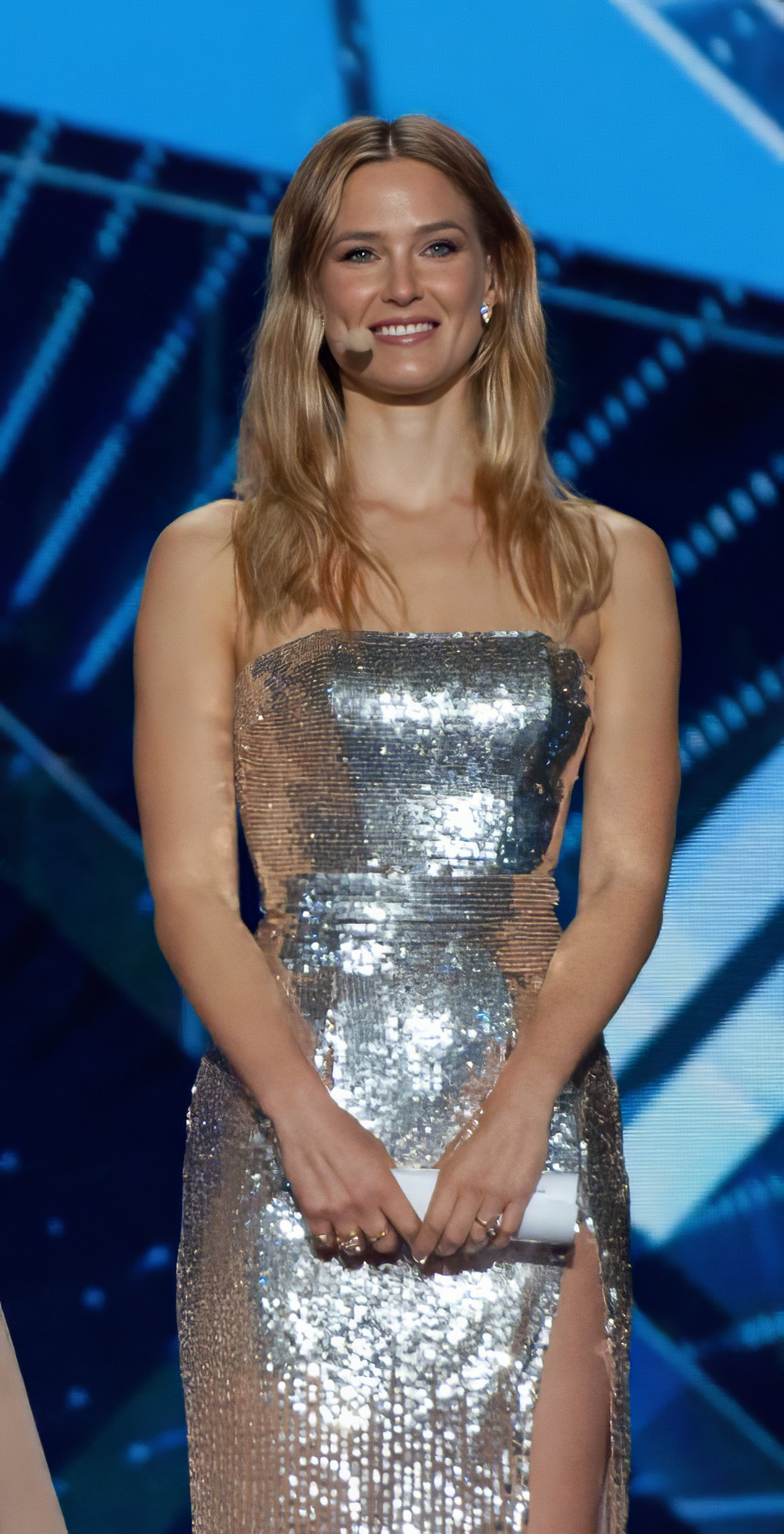
Bar Refaeli è stata conduttrice dell'Eurovision Song Contest 2019

Nel 1999, all'età di 14 anni, firma il suo primo contratto da modella per l'agenzia Irene Marie Models. Viene ingaggiata per le campagne dei marchi Castro, Pilpel e Milky. Nel 2000 vince il concorso israeliano "Model of the Year". Appare in numerose riviste e testate di moda tra cui varie edizioni di Elle, Maxim UK (maggio 2006), GQ Italia (marzo 2006, giugno 2009). Nel 2005 è una delle protagoniste della serie tv israeliana Pick Up. È la modella di copertina dell'edizione 2007 dello Sports Illustrated Swimsuit Issue, dove compare anche nel 2008 e nel 2009, quindi per tre anni consecutivi.
Nel 2008 è in televisione come presentatrice dello speciale Tommy Hilfiger Presents Ironic Iconic America sul canale Bravo. Nel 2009 conduce una puntata di House of Style su MTV. Nello stesso periodo una sua foto compare sul lato di un Boeing 737 a scopo promozionale. Lavora per Subaru, Accessorize, la brasiliana Besni, la linea di gioielli di Marco Bicego, Rampage e Garnier International. Nel marzo 2009 vince il World Style Award indetto dalla Women's World Award. Nell'ottobre dello stesso anno diventa protagonista dell'evento Fashionable Istanbul in Turchia.
Dal 2010 ad oggi è protagonista di numerose campagne pubblicitarie per Passionata, famoso brand di lingerie spagnolo. Sempre nello stesso anno è protagonista del film Session di Haim Bouzaglo, uscito negli USA il 4 febbraio 2010. In televisione ha fatto parte come giudice speciale del reality Germany's Next Topmodel, condotto da Heidi Klum sulla tv tedesca. Nel campo dell'e-commerce ha creato una compagnia di lingerie in collaborazione con l'avvocato ed ex modello Dudi Balsar, a partire dal novembre 2011.
Il 29 gennaio 2012 è stata ospite al Chiambretti Sunday Show (Italia 1): si tratta della sua prima apparizione nella televisione italiana. Nel 2013 è protagonista per uno spot del sito GoDaddy, trasmesso durante il Super Bowl 2013, e sfila in passerella durante Barcelona Fashion Week per Desigual dove ha presentato la nuova collezione autunno-inverno 2013/2014.
Il 13 febbraio dello stesso anno partecipa come ospite alla seconda serata del Festival di Sanremo, condotto da Fabio Fazio insieme a Luciana Littizzetto. Lo stesso anno viene riconfermata come testimonial del profumo di Escada, Especially Escada Elixir; viene inoltre scelta come conduttrice del talent show X Factor nella versione israeliana Nel 2015 viene scelta da Hublot, un brand di orologeria di lusso, come prima testimonial donna. La modella è la presentatrice della versione israeliana di The X Factor dal 2013; ha inoltre presentato l'Eurovision Song Contest 2019, tenutosi a Tel Aviv.

## Vita privata

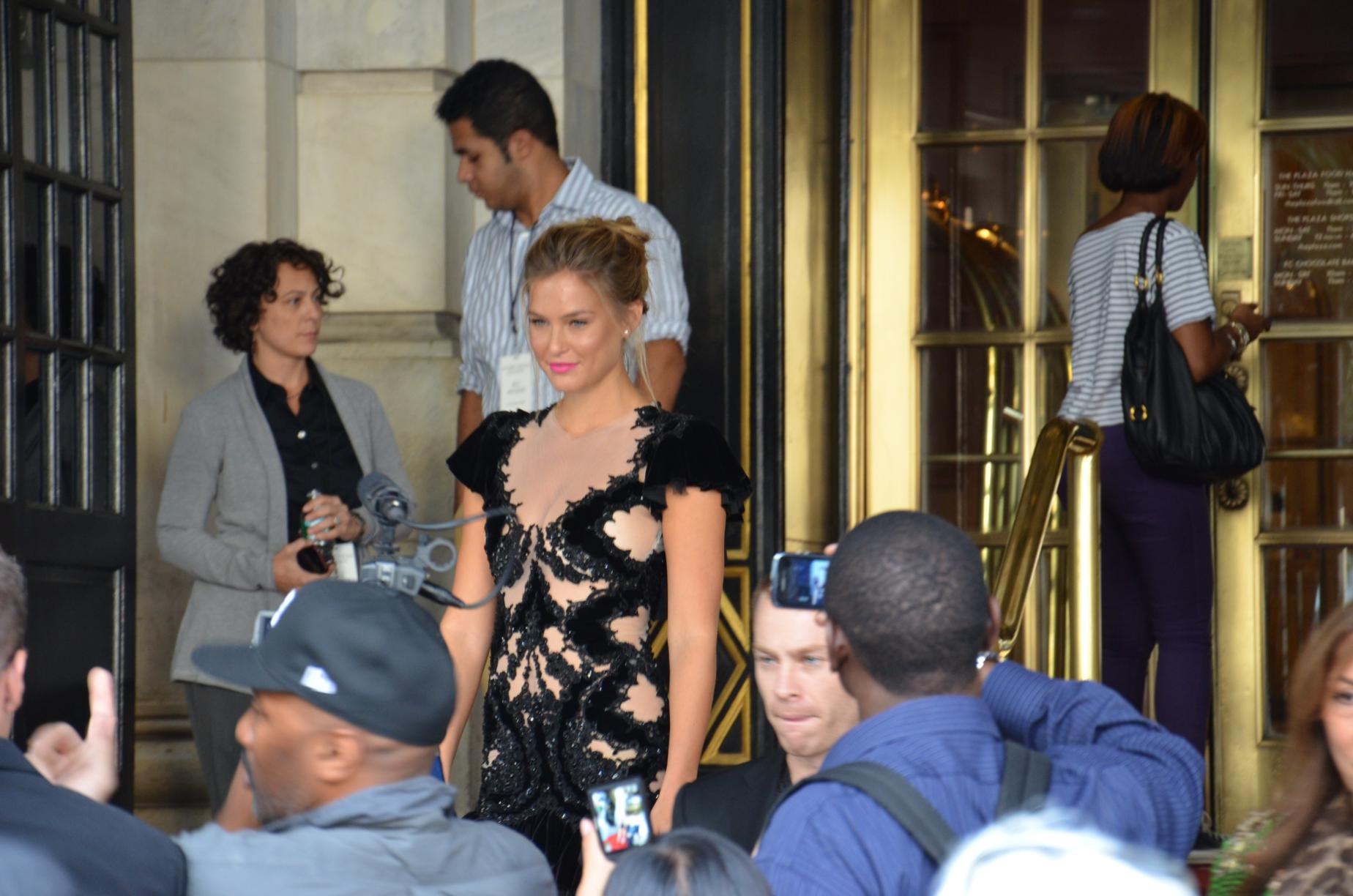
Bar Refaeli alla sfilata Marchesa Spring 2012 a New York

Nel 2003 sposa Arik Weinstein per poi divorziare dopo 2 anni, nel 2005. In seguito, sempre nel 2005, conosce l'attore Leonardo DiCaprio, con cui ha una relazione fino al maggio 2011.
Dall'estate 2012 ha una relazione con Adi Ezra, imprenditore israeliano, con cui si sposa il 24 settembre del 2015.  La coppia ha due figlie femmine, Liv (11 agosto 2016) ed Elle (20 ottobre 2017) ed un figlio maschio, David (18 gennaio 2020).

### Servizio militare
All'età di 18 anni ha contratto un breve matrimonio con un amico di famiglia, Arik Weinstein, per evitare il servizio militare e proseguire con la carriera di modella. Nel 2007 è stata coinvolta in una polemica con il giornale israeliano Yedioth Ahronoth, querelato per aver pubblicato un'intervista nella quale la modella affermava di essere felice di non aver fatto il servizio militare in Israele (dove la leva è obbligatoria per uomini e donne non sposate) perché ne aveva tratto vantaggio e che è preferibile vivere a New York piuttosto che morire per il proprio paese. La vicenda si è conclusa con una querela da parte della modella.

### Attività nel sociale
È volontaria dell'organizzazione no-profit Project Sunshine, dedita ai servizi gratuiti per bambini affetti da malattie gravi e dell'associazione Ahava, che si occupa della salvaguardia degli animali, attiva soprattutto in Libano.
Nel 2010 ha collaborato con la Better Place, rilasciando una dichiarazione in cui invita all'utilizzo di auto elettriche e in generale sensibilizza all'uso di energie pulite e alternative. Insieme al regista Shahar Segal ha condotto una campagna dal nome Un sacchetto in meno per ridurre il consumo di plastica. Nel 2013 collabora con il Ministero degli Affari Esteri del suo Paese comparendo in un video di carattere umoristico.

### Evasione fiscale
A metà dicembre 2015 viene arrestata per evasione fiscale, per quattro accuse di reati fiscali, interrogata per 12 ore e poi rilasciata. Lei e la madre confessano i reati di elusione fiscale per quasi 10 milioni di dollari.
Nel giugno 2020 firmano un accordo di patteggiamento, con le autorità, che prevede che Refaeli presterà servizio per nove mesi in una comunità mentre sua madre dovrà scontare 16 mesi di carcere. In solido dovranno pagare una multa di 1,5 milioni di dollari, in aggiunta ai milioni di imposte arretrate dovute allo Stato di Israele

## Filmografia

### Cinema
- Shir Al Hayam, regia di Daniel Kutz (2010) - cortometraggio
- Session, regia di Haim Bouzaglo (2010)
- Kidon, regia di Emmanuel Naccache (2013)

### Televisione
- Kofiko - serie TV, episodio 1x07 (1994)
- Pick-up - serie TV, episodio 1x01 (2005)
- Eretz Nehederet - serie TV, episodio 5x14 (2008)

### Videoclip
- Kemo Gdolim (1993)

## Programmi televisivi
- The X Factor Israel (2013-2019)
- Eurovision Song Contest 2019 (2019)

## Campagne pubblicitarie
- Accessorize
- Agent Provocateur P/E (2016)
- Aldo Coppola
- Andrew Marc P/E (2012)
- Andrew Marc Handbags (2012)
- Agua Bendita (2011-2012)
- Arrow P/E (2012)
- Carolina Lemke P/E (2014-2016, 2018) A/I (2014-2015)
- Chanel Beauty A/I (2007)
- Chanel Jewelry Noel Collection (2007)
- El Corte Ingles
- Fox
- Escada Fragrance (2011-2016)
- Gap Body P/E (2012)
- Gap Fit P/E (2011)
- Garnier (2009-2011)
- Guarlain L'Instant Magic Fragrance (2007-2009)
- Hoodies (2019-2020)
- Hublot Watches (2015-2018)
- Hurley P/E (2009 e 2011)
- H. Stern A/I (2012-2013 e 2015-2016)
- Irit
- I Am King Fragrance (2008-2011)
- L'Oreal Paris Skin Perfection (2014)
- Luisa Cerano
- Marco Bicego P/E (2008) A/I (2008)
- Mark & Spencer
- Mayder Natural Water
- Morellato
- Garnier (2009-2010)
- O'Neil
- Otto
- OVS Underwear (2015)
- Passionata Lingerie (2010-2014)
- Peter Hahn
- Pupa
- Piaget A/I (2012)
- Piaget Jewerly (2013)
- Ralph Lauren
- Rampage (2009-2010)
- Recarlo
- Reebok
- Sunglasses (2018)
- Teleno
- True Religion P/E (2008) A/I (2008)
- Victoria's Secret swimsuit (2009-2010)